# 6757 Addibischoff
A 6757 Addibischoff (ideiglenes jelöléssel 1979 SE15) a Naprendszer kisbolygóövében található aszteroida. Schelte J. Bus fedezte fel 1979. szeptember 20-án.